# Elasmus apus
Elasmus apus är en stekelart som beskrevs av Girault 1920. Elasmus apus ingår i släktet Elasmus och familjen finglanssteklar. Inga underarter finns listade i Catalogue of Life.